# Merlin's Beverages
Merlin's Beverages este un grup de firme din industria băuturilor răcoritoare, cu sediul în Piatra Neamț (România), operațional din 2015. Grupul produce și distribuie băuturi carbogazoase și ape vitaminizate. Printre mărcile comerciale din portofoliu se regăsesc vitamin aqua, Pop Cola, Montana, Chai, Vitanimix și Plafar.
Începând cu anul 2023, compania deținea aproximativ 85% din piața apei vitaminizate din România.

## Istoric
Ideea afacerii a apărut prin 2010–2011, când Eduard Alexianu, Ruxandra Alexianu și Alexandru Melinte au înregistrat compania, dar ea a demarat în anul 2015, după ce s-a construit prima fabrică cu fonduri europene în valoare de 200.000 €, iar primul brand al acesteia a fost Vitamin Aqua, sub care vindea 5 produse. În 2016, aceste produse erau distribuite în benzinăriile Rompetrol și SOCAR și în magazinele Auchan și Inmedio.
În anul 2018, Merlin’s Beverages a lansat brandul Pop Cola, o băutură carbogazoasă destinată pieței locale, care a fost distribuită inițial prin rețeaua benzinăriilor OMV Petrom și prin câteva magazine mici. 
În 2023, grupul a anunțat o investiție de 50 de milioane de euro într-o nouă unitate de producție, gestionată prin intermediul companiei Alex Melcovich BH SRL, membră a grupului, cu termen estimat de finalizare în iunie 2025; 70% din valoarea investiției constituia ajutor de stat.